# شوگن (ونگن)
شوگن (به لاتین: Tschuggen) یک کوه در سوئیس است که در کانتون برن واقع شده‌است. شوگن ۲٬۵۲۱ متر بالاتر از سطح دریا واقع شده‌است.